# Rambla de Mar
La Rambla de Mar è una rambla che si trova nel distretto della Ciutat Vella di Barcellona.
Si tratta di un ponte galleggiante che collega la Plaça del Portal de la Pau con il Moll d'Espanya, dove si trovano l'Aquarium Barcelona e il centro commerciale Maremagnum, ed è considerato il naturale prolungamento de La Rambla e la sua sesta sezione non ufficiale.
Il ponte è opera di Helio Piñón e Albert Viaplana ed è costituito da una passerella mobile che ruota per aprirsi e consentire il passaggio delle imbarcazioni che entrano ed escono dal porto turistico.
Una delle attrazioni della Rambla de Mar sono i Miraestels (in italiano guarda stelle) di Robert Llimós, delle sculture alte 3,5 metri che galleggiano nel Port Vell e che rappresentano una figura umana che guarda il cielo. I Miraestels sono ispirate alla raccolta di poesie Saltamartí dell'artista Joan Brossa.